# أرشيبالد ك. غاردنر
أرشيبالد ك. غاردنر (بالإنجليزية: Archibald K. Gardner)‏ هو قاضي ومحامي أمريكي، ولد في 3 ديسمبر 1867، وتوفي في 21 يناير 1962.